# Neffat
Les Néfate, ou Neffet, Nefath ou encore Nefata (en arabe : نفات/النفاتة) sont une tribu arabe de Tunisie, issue des Banu Sulaym. On en retrouve dans les régions de Menzel Bourguiba, de Tunis et autour de Sfax[réf. nécessaire].

## Origines
Les Néfates sont issues des bédouins de Banu Sulaym, venu lors de la migration Hilalienne. Ces derniers font partie des grands groupes qui compose la confédération. Le récit traditionnel rapporte l'historique d'un patriarche tribal, nommé « Neffat » ou « Neffad » et auraient eu 4 fils formant les fractions de la tribus, Hamed, Khreim, Sedira et Ismaïl, la tribu se serait formée en Haute-Égypte, avant la lancée des arabes Hilaliens et sulaymites sur le Maghreb.
On peut compter également dans leurs rangs des fractions d'ascendance Chorfa (maraboutique) .

## Histoire
Les Néfates seront lors du conflit entre les Bani Ghanya et les Almohades en 1209, l'une des plus grandes tribus alliés à la cause de Yahya Ibn Ghaniya, ces derniers seront des fervents partisans de la cause des Ghanya et seront part intégrante de leur armée,. Les raisons seront dû à l'instabilité et les répression de Abou Mohamed Abou Hafs envers les arabes d'Ifriqiya, ils vont aller ce retourner et rejoindre les descendants Almoravides. Allégeance qui va s'illustrer lors de la Bataille de Jebel Nefoussa, défaite des Ghaniya, et leur armée contre les forces Almohades.
Lors de l'époque beylical, les Néfates étaient redoutés, ces derniers certes peu nombreux (5 000 à 6 000 membres) qui pratiquaient des brigandages et contrôlaient les abords du golfe de Gabès.

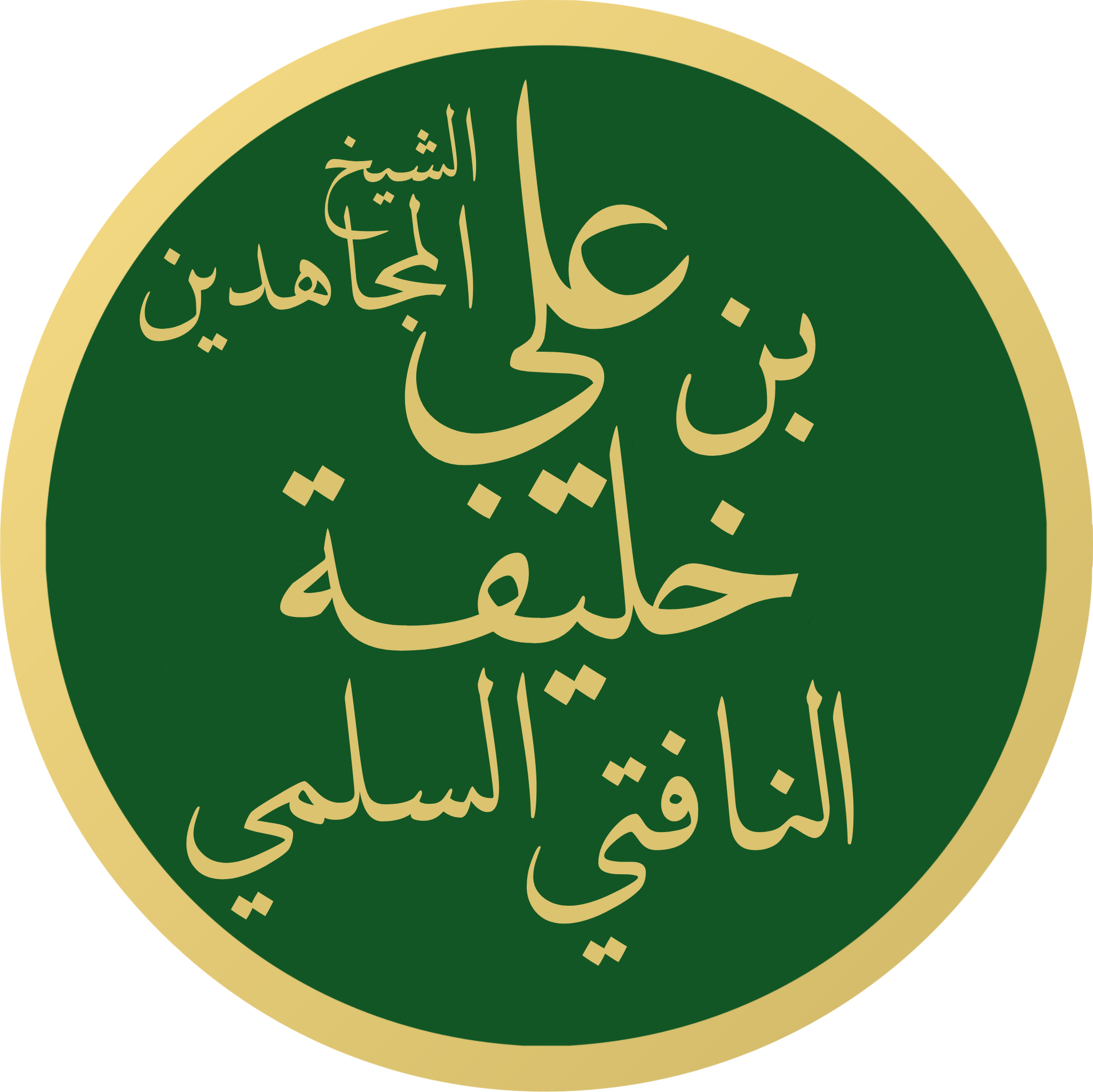
Calligraphie du nom de Ali ben Khalifa Al-Nefati.

En 1881, un certain Ali ben Khalifa al-Nefati (1807-1885) fait un appel à plusieurs chefs tribaux, pendant une période où l'instabilité entre elles était répandue pour s'unir et faire front-commun contre l'avancée des Français, faisant un appel au jihad contre eux. Il va alors armer les gens de sa tribu, et se livrer à sa résistance, qui va s'illustrer lors de la "bataille de Sfax", qui avait l'air presque réussie à gagner pour al-Nefati, mais les forces françaises et leur avancée technologique feront changer la donne. Il traversera également des résistances dans le sud vers Gabès, avant de s'exiler lui, et plusieurs membres de sa tribu en Tripolitaine, avant d'y mourir en novembre 1885. En juin de la même année, 300 tentes de la tribu Néfate retournerons dans le territoire tunisien sous le commandement du Général Allegro. Bien que cette résistance n'a duré que peu de temps, l'esprit révolté chez plusieurs tribus tunisiennes dont les Néfates est resté, comme un épisode le 27 janvier 1884, lorsque des tensions dans la ville de Mahrès par les Nefatis, qui vont décrocher le drapeau français qui flotte sur la mosquée de la ville[réf. nécessaire].

## Administration
Les Néfates possédaient autrefois leur propre caïdat autour de la ville de Sfax, régie par une administration spéciale, vers 1881, l'estimation des membres de la tribu oscille de 4 000 à 8 000 individus[réf. nécessaire]. Ils ont pour chef-lieu iconique la ville de Bir Ali ben Khalifa depuis plusieurs siècles.